# Joseph Stiglitz
Joseph Eugene Stiglitz (Gary, 9 de fevereiro de 1943) é um economista internacionalista estadunidense.
Foi presidente do Conselho de Assessores Econômicos (Council of Economic Advisers) no governo do Presidente Bill Clinton (1995-1997) e entre 1997 e 2000 exerceu os cargos de vice-Presidente Sênior para Políticas de Desenvolvimento do Banco Mundial, depois se tornando o seu economista chefe. Recebeu, juntamente com A. Michael Spence e George A. Akerlof, o Prémio de Ciências Económicas em Memória de Alfred Nobel em 2001 "por criar os fundamentos da teoria dos mercados com informações assimétricas". Ele também foi membro e presidente do Conselho de Consultores Econômicos (do presidente dos Estados Unidos). É conhecido por seu apoio à teoria das finanças públicas georgista e por sua visão crítica da gestão da globalização, dos economistas laissez-faire (a quem ele chama de "fundamentalistas de livre mercado") e de instituições internacionais como o Fundo Monetário Internacional e o Banco Mundial.
Stiglitz nasceu e cresceu na cidade industrial de Gary, Indiana. Formou-se no Amherst College (B.A., 1964), em Amherst, Massachusetts, e no Massachusetts Institute of Technology (Ph.D., 1967), em Cambridge, Massachusetts. O estilo acadêmico característico do MIT - modelos simples e concretos, que objectivam responder questões econômicas relevantes - agradou a Stiglitz e muito contribuiu para o desenvolvimento do seu trabalho posterior. Foi agraciado pela Fullbright Comission com uma bolsa de estudos para Cambridge, onde estudou de 1965 a 1966. Stiglitz lecionou em várias importantes universidades americanas, dentre elas Yale, Harvard e Stanford. Em 2001 Stiglitz tornou-se professor de economia, administração de empresas e negócios internacionais na Columbia University em Nova York.

## Contribuições à ciência económica
Crítico severo e contundente dos "fundamentalistas de livre-mercado", Stiglitz tem permanentemente questionado o que chama de "bases ideológicas" que regem a maior parte das decisões econômicas mundiais. Isto torna-se mais evidente na sua polêmica com o Fundo Monetário Internacional - FMI, a quem acusa de "empurrar" os países subdesenvolvidos a abrir seus mercados à competição externa antes que possuam instituições estáveis e democráticas para proteger seus cidadãos. A teoria que desenvolveu, e pela qual recebeu o prêmio Nobel, contesta frontalmente Adam Smith: " O conjunto de ideias que eu vou apresentar aqui solapou as teorias de Smith e a visão de governo que nela se apoiava. Elas sugeriram que a razão pela qual a mão invisível é invisível é por que ela não existe ou, quando existe, está paralítica"  Joseph E. Stglits, introdução à sua Aula Magna, por ocasião do recebimento do Prêmio Nobel (Estocolmo, 8/12/2001).
"Para a maior parte do Mundo a globalização, como tem sido conduzida, assemelha-se a um pacto com o demônio. Algumas pessoas nos países ficam mais ricas, as estatísticas do PIB - pelo valor que possam ter - aparentam melhoras, mas o modo de vida e os valores básicos da sociedade ficam ameaçados. Isto não é como deveria ser." Joseph E. Stiglitz
O foco de Stiglitz em desenvolvimento econômico e no uso de déficits para arrancar economias de recessões encontra paralelo em Amartya Sen e Keynes. Sua defesa da criação de uma moeda global de reserva - para evitar os problemas atuais do uso do dólar americano como moeda de reserva - é realmente inovadora e certamente atrairá críticas de outros economistas mais ortodoxos.
Alguns analistas (como o professor de economia política da Universidade Estadual de Washington Gerald Houseman, que está escrevendo um livro sobre Stiglitz) chegaram a sugerir que: "O mito formidável da 'livre-empresa', uma grande muleta para o sistema de crenças dos que acreditam ser a economia de mercado  a quinta-essência, está morto desde 1986 e um modesto economista, Joseph E. Stiglitz, juntamente com dois colegas ganhadores do prêmio Nobel de Economia, George Akerlof e Michael Spence deram a lancetada fatal em seu coração durante a 'Aula Magna' de aceitação do prêmio, em Estocolmo (8/12/2001).
Stiglitz é considerado um economista neokeynesiano, tem-se dedicado a analisar o desenvolvimento econômico no mundo e seus estudos contribuíram para o surgimento de uma corrente de pensamento que se denominou "novos desenvolvimentistas".
 O mercado neoliberal fundamentalista foi sempre uma doutrina política a serviço de certos interesses. Nunca recebeu o apoio da teoria econômica. Nem, agora fica claro, recebeu o endosso da experiência histórica. Aprender essa lição pode ser a nesga de sol nas nuvens que hoje pairam sobre a economia global.— JOSEPH E. STIGLITZ

### Teorema de Henry George
Stiglitz fez contribuições iniciais para uma teoria das finanças públicas afirmando que uma oferta ótima de bens públicos locais pode ser financiada inteiramente por meio da captura das rendas da terra geradas por esses bens (quando as distribuições populacionais são ótimas). Stiglitz chamou isso de "teorema de Henry George" em referência ao economista clássico radical Henry George, que ficou famoso por defender o imposto sobre o valor da terra. A explicação por trás da descoberta de Stiglitz é que a rivalidade por bens públicos ocorre geograficamente, de modo que a competição pelo acesso a qualquer bem público benéfico aumentará o valor da terra pelo menos tanto quanto seu custo de desembolso. Além disso, Stiglitz mostra que um imposto único sobre as rendas é necessário para fornecer a oferta ideal de investimento público local, por exemplo melhorando a eficiência e equidade das economias agrícolas. Ele também mostra como o teorema pode ser usado para encontrar o tamanho ideal de uma cidade ou empresa, proteger os recursos naturais, melhorar o uso da terra e reduzir a carga de aluguéis e impostos sobre os pobres, ao mesmo tempo em que aumenta a formação de capital produtivo. Ele defende a taxação de "rendas de recursos naturais o mais próximo possível de 100%" e que um corolário desse princípio é que os poluidores devem ser taxados por "atividades que geram externalidades negativas". Portanto, afirma que a tributação do valor da terra é ainda melhor do que pensava seu famoso defensor Henry George.

## O prêmio
A Academia destacou que o trabalho de Stiglitz: "esclareceu o tipo oposto de ajuste de mercado, onde agentes econômicos mal informados extraem informações dos agentes mais informados, como no caso da seleção praticada pelas companhias de seguro, que dividem seus clientes em classes de riscos, oferecendo um cardápio de contratos onde franquias maiores podem ser trocadas por descontos substanciais. Em várias contribuições acerca de diversos tipos de mercado, Stiglitz demonstrou que a 'informação assimétrica' pode ser a chave para se compreender muitos fenômenos observados nos mercados, inclusive desemprego e racionamento de crédito"
(…) As economias de mercado se caracterizam por um alto grau de imperfeições (…) Modelos econômicos mais antigos presumem a existência de informações perfeitas, mas mesmo pequenas imperfeições nas informações podem ter grandes conseqüências econômicas. Nossos modelos levaram em consideração a 'assimetria de informações', que é uma outra maneira de se dizer 'Algumas pessoas sabem mais do que outras. (…) Nosso sistema global se caracteriza por muitas desigualdades (…) Parece-me extremamente importante tratar dessas desigualdades. (…) Stiglitz também comentou que a "Economia pode fazer a diferença" para melhorar o padrão de vida das populações, sobretudo ao se focalizar "nas diferenças entre os mais bem aquinhoados e os carentes".

### AAula Magna
No dia 8 de dezembro de 2001, por ocasião do recebimento do prêmio Nobel, Stiglitz proferiu, na Universidade de Estocolmo, sua Aula Magna "Informação e a Mudança no Paradigma da Economia", onde resumiu as descobertas de suas pesquisas, num evento que, segundo o próprio Stiglitz e outros analistas, possivelmente estaria destinado a significar uma mudança substancial nos tradicionais paradigmas da Ciência Econômica.
Espero demonstrar que a "Economia da Informação" representa uma mudança fundamental no paradigma que prevalece na Economia. Problemas da informação são vitais para se compreender não só a economia de mercado mas também a economia política e, na última parte desta aula, eu analiso as implicações das imperfeições na informação para o processo político.  Joseph E. Stiglitz, Aula Magna
Os modelos formais da Economia tradicional se constituem em modelos teóricos nos quais a informação é sempre considerada como sendo perfeita, por hipótese. Todos sabemos que a informação nunca é perfeita, mas a esperança desses modelos, segundo o ditado de Alfred Marshall "Natura non facit saltum", era de que as economias em que a informação não fosse muito imperfeita seriam parecidas com as economias nas quais a informação fosse perfeita. A maior contribuição da pesquisa de Stiglitz foi demonstrar que isso não é verdade: basta uma pequena imperfeição nas informações para causar um profundo efeito na natureza do equilíbrio econômico. O paradigma do século XX, o "modelo econômico neoclássico" ignorou os alertas dos economistas do século XIX,  e de outros antigos mestres, sobre como considerações a respeito da informação podem alterar significativamente os resultados de suas análises teóricas.
Segundo o "paradigma neoclássico tradicional" os mercados são "Pareto-eficientes", exceto em alguns poucos casos enumerados, onde falhas de mercado ocorram. Segundo o novo "paradigma da informação imperfeita" formulado por Stigllitz e pelo qual ele ganhou o Prêmio Nobel, os mercados não são quase nunca "Pareto-eficientes". Se por um lado as descobertas de Stiglitz solapam antigos fundamentos da Ciência Econômica, por outro lado elas explicam uma série de fenômenos que até então não tinham explicação pelos antigos modelos neoclássicos. Um resumo da Aula Magna de Stiglitz (em inglês), feito por The American Economist  pode ser lido online no link.

## Stiglitz, a eficiência do equilíbrio de mercados e o papel do Estado
Na economia tradicional, ou neoclássica, o conceito de que as economias competitivas seriam sempre conduzidas, por uma mão invisível, à mais eficiente possível alocação de recursos, e deveriam assim atingir, automaticamente,  a eficiência de Pareto através da livre competição e dos livres mercados é seu conceito mais central e importante. A economia neoclássica admite que o sistema de livre competição provoca grandes desigualdades na distribuição da renda, mas considera que estes efeitos podem ser compensados pela mera transferência de uma determinada soma fixa de renda dos mais bem aquinhoados para os menos favorecidos. São estes teoremas neoclássicos fundamentais que fornecem a justificativa racional para a crença neoclássica nos livre-mercados e, ao mesmo tempo, faz com que os assuntos de distribuição da renda sejam tratados de forma completamente independente dos assuntos relativos à eficiência.
Entretanto, novas pesquisas da Economia da Informação já demonstraram que nenhum desses dois resultados, previstos pelos teoremas tradicionais da economia neoclássica, é verdadeiro. As primeiras pesquisas de Stiglitz já comprovaram, e lançaram as bases, do novo conceito de que as economias que sofrem  "imperfeições de informação" (ou seja, todas) não podem atingir a eficiência de Pareto, mesmo que se leve em conta os custos da obtenção da informação. Os estudos de Stiglitz revelaram que determinadas intervenções (governamentais) nos mercados poderiam beneficiar a economia como um todo e, por conseqüência, todos os indivíduos nela envolvidos. Stiglitz demonstrou que a aquisição de informação está longe de ser perfeita, bem como demonstrou que a maior parte dos ganhos obtidos através da obtenção de informação é composto por "rents", ou seja, ganhos de uns às custas de outros, o que não beneficia a economia como um todo.
Um dos argumentos mais usados para justificar a existência de mercados financeiros liberados é que isso favoreceria a competição para a obtenção de melhores informações; se alguém descobrir, por exemplo, que uma ação é mais valiosa do que sua cotação indica, poderia comprá-la antes que os demais descobrissem essa informação relevante, e realizar assim um ganho de capital. Mas a questão fundamental aqui não é saber se um investidor individual, por descobrir uma informação valiosa um nano-segundo antes dos demais, vai ficar mais rico. A questão que interessa saber é se a economia e a sociedade, como um todo, vão se beneficiar com isso: se essa obtenção de informação por um investidor esperto, um nano-segundo antes dos demais, não levar à uma mudança de decisões (por exemplo, de decisões relativas a investimentos reais) então esse ganho terá sido meramente re-distributivo, isto é, os ganhos dos que obtiveram a informação sendo realizados às custas dos outros. Para melhor ilustrar as conclusões desses estudos, Stiglitz lança mão de um simples exemplo de sala de aula.

### O exemplo de Stigltz
"Suponha que durante uma aula, como por milagre, 100 notas de 50 reais caíssem  do forro, cada uma exatamente no pé esquerdo de cada aluno. Evidentemente os alunos poderiam esperar a aula terminar para apanhar o dinheiro a seus pés. Essa espera não alteraria em nada seus benefícios. Mas isso não seria um "equilíbrio de Nash": se todos os alunos fizessem isso, poderia ser beneficiado qualquer "espertinho" se agachasse imediatamente e apanhasse todas as notas que conseguisse do chão. Cada aluno individualmente, percebendo essa possibilidade, se abaixa para apanhar as notas ao mesmo tempo. O equilíbrio assim obtido não coloca nenhum dos alunos, nem a classe toda, em uma situação melhor do que se tivessem todos aguardado o fim da aula para apanhar o dinheiro - mas criou um "custo social imenso"; nesse exemplo, representado pela interrupção  da aula. Existem potencialmente muitas  outras ineficiências geradas pela aquisição da informação."  Stiglitz, "Aula Magna"
Stilglitz descreveu, em seus primeiros trabalhos, como a existência de "assimetrias de informação" (i.é, uns saberem mais do que outros) pode destruir os mercados. Estes estudos preliminares provaram que quando os mercados estão ausentes, ou são imperfeitos, o equilíbrio de mercado pode ser "forçosamente Pareto ineficiente", o que equivale a dizer que, nessas circunstâncias, se não houvesse um "mercado", todos os participantes da economia seriam beneficiados.

### Possíveis aplicações práticas dos teoremas de Stiglitz
Se por um lado ninguém pode questionar a validade matemática provada pelos teoremas de Stigltz et al., por outro lado sua implicações práticas no campo da economia política e sua eventual aplicação em políticas econômicas na vida real tem sido objeto de grandes debates e divergências de opinião. O próprio Stiglitz parece estar readaptando continuamente seu discurso político-econômico, como se depreende pela diferença das posições expressadas em seu livro Whither Socialism? (1994) em relação às adotadas em seus livros mais recentes.
"Uma vez que o conceito de informações imperfeitas e incompletas foi introduzido, os defensores do livre mercado da Escola de Chicago já não podem mais sustentar sua tese descritiva da eficiência de Pareto no mundo real. Portanto o uso, por Stiglitz, das hipóteses do equilíbrio das expectativas racionais, que levam a um mais perfeito entendimento do capitalismo do que a visão comum entre os teóricos da expectativa racional, nos conduz, paradoxalmente, à conclusão de que o capitalismo se desvia do modelo de uma tal maneira que justificaria a ação do estado --keynesianismo-- como remédio."
O efeito da influência de Stiglitz é tornar a Economia mais presumivelmente intervencionista do que Paul Samuelson propunha. Samuelson considerava as falhas de mercado como "exceções" à regra geral dos mercados eficientes. Mas os teoremas de Greenwald-Stiglitz postulam ser as falhas de mercado a "norma", e estabelecem que "os governos quase sempre podem potencialmente melhorar a eficiência da alocação de recursos em relação ao livre mercado." E o teorema de Sappington-Stiglitz "estabelece que um governo 'ideal' poderia atingir um maior nível de eficiência  administrando diretamente uma empresa estatal do que privatizando-a." (Stiglitz 1994, 179).
As objeções e críticas à adoção das políticas econômicas sugeridas pelas descobertas de Stiglitz não provém da Economia propriamente dita, mas  têm origem principalmente dentre os cientistas políticos, e fazem parte do campo da Sociologia. Assim, David L. Prychitko, ao fazer uma resenha do livro de Stigltz Whither Socialism?, declarou que embora a visão econômica de Stiglitz seja substancialmente correta, ela deixa em aberto dúvidas de importante natureza constitucional e indaga quais seriam os mecanismos capazes de conter o poder coercitivo de um Estado intervencionista e como deveriam ser as relações entre esse Estado e a sociedade civil.

## Visões econômicas

### Taxação
Stiglitz sustentou que os super-ricos deveriam pagar impostos de até 70% para ajudar a lidar com o aumento da desigualdade. Stiglitz afirmou que uma taxa de imposto de renda mundial de 70% sobre os maiores ganhadores "faria claramente sentido". Stiglitz sustentava que a sociedade se tornaria mais igualitária e coesa. Stiglitz disse que impostos sobre fortunas adquiridas durante muitas gerações teriam uma influência maior. Stiglitz afirma que a maioria dos bilionários adquiriu grande parte de sua riqueza por meio da sorte. Ele afirma que a proposta de Elizabeth Warren de um imposto de 2% para pessoas com ativos acima de US$ 50 milhões e de 3% sobre aqueles com mais de US$ 1 bilhão era "muito razoável" e geraria receitas significativas que poderiam melhorar alguns problemas dos Estados Unidos.

## Livros
- Rewriting the Rules of the American Economy: An Agenda for Growth and Shared Prosperity (2015)
- The Great Divide: Unequal Societies and What We Can Do About Them (2015)
- Creating a Learning Society: A New Approach to Growth, Development, and Social Progress (com Bruce C. Greenwald),
- The Price of Inequality (O Preço da Desigualdade) (2012)
- Freefall: America, Free Markets, and the Sinking of the World Economy (2010) (O Mundo em Queda Livre)
- The Three Trillion Dollar War (2008)
- Stability with Growth com José Antonio Ocampo, Shari Spiegel, Ricardo French-Davis e Deepak Nayyar
- Making Globalization Work (2006)
- Fair Trade for All com Andrew Charlton
- New Paradigm for Monetary Economics
- The Roaring Nineties (2003)
- Globalization and Its Discontents (A Globalização e Seus Malefícios) (2002)
- Whither Socialism?

## Publicações
Em português
- A Globalização e seus Malefícios. São Paulo: Futura Editora, 2002. ISBN 8574131210
- Introdução à Microeconomia. São Paulo: Campus, 3a. edição, 2003.ISBN 853521044X
- Introdução à Macroeconomia. São Paulo: Campus, 3a. edição, 2003. ISBN 8535210547
- Os exuberantes anos 1990. São Paulo: Companhia das Letras, 2003. ISBN 8535904328
- Livre Mercado Para Todos. São Paulo: Campus Editora, 2006. ISBN 8535221794
- Rumo a um novo paradigma. São Paulo: Francis, 2004. ISBN 8589362418

Em inglês (parcial)
- (em inglês) STIGLITZ, Joseph E, Economics of Information and the Theory of Economic Development," Revista de Econometria, 5(1), April 1985: pp. 5–32.
- «STIGLITZ, Joseph. More Instruments and Broader Goals: Moving Toward the Post-Washington Consensus. The 1998 WIDER Annual Lecture. Helsinki, Finlândia, 07/1/1998.» (em inglês)
- (em inglês) STIGLITZ, Joseph E. Principles of Financial Regulation: A Dynamic Portfolio Approach. The World Bank Research Observer, 16 (1), Spring, 2001: 1-18.
- «STIGLITZ, Joseph E. Prize Lecture: Information and the Change in the Paradigm in Economics. Joseph E. Stiglitz proferiu sua aula de aceitação do Prêmio Nobel em 8 de dezembro de 2001, na Aula Magna, Universidade de Estocolmo. Foi apresentado por Lars E.O. Svensson Chairman of the Prize Committee.» (em inglês)
- STIGLITZ, Joseph E. A Second Chance for Brazil and the I.M.F. New York Times; Editorial Desk Late Edition - Final, Section A, Page 23, Column 2, 14/08/2002.
- STIGLITZ, Joseph E. There is no invisible hand. London: The Guardian Comment, December 20, 2002.
- «STIGLITZ, Joseph E. Applications of the new paradigm. Article Excerpt, American Economist, 22-MAR-04» (em inglês)
- (em inglês) STIGLITZ, Joseph E. Making Globalization Work. New York, London: W. W. Norton, 2006. ISBN 0393061221
- Stiglitz, Joseph E., The Price of Inequality (O Preço da Desigualdade), Nova Iorque, W.W. Norton & Company, 2012. ISBN 0393345068

### Online
Em português
- ALDRIGHI, Dante Mendes. Uma avaliação das contribuições de Stiglitz à teoria dos mercados financeiros. Rev. Econ. Polit. vol.26 no.1  São Paulo Jan./Mar. 2006 ISSN 0101-3157
- LASTRES, Helena Maria Martins e FERRAZ, João Carlos. Economia da Informação, do Conhecimento e do Aprendizado, Capítulo I, in: Informação e globalização na era do conhecimento, Helena M. M. Lastres, Sarita Albagli (organizadoras). — Rio de Janeiro: Campus, 1999.
- STIGLITZ, Joseph E. The pact with the devil. Beppe Grillo's Friends interview

Em inglês

### Publicações
- STIGLITZ, Joseph E. e GREENWAL, Bruce. Rumo a um Novo Paradigma em Economia Monetária. Francis, 2004